# Cantone di Paray-le-Monial
Il Cantone di Paray-le-Monial è una divisione amministrativa dell'arrondissement di Charolles.
A seguito della riforma approvata con decreto del 18 febbraio 2014, che ha avuto attuazione dopo le elezioni dipartimentali del 2015, è passato da 10 a 22 comuni.

## Composizione
I 10 comuni facenti parte prima della riforma del 2014 erano:
- Hautefond
- L'Hôpital-le-Mercier
- Nochize
- Paray-le-Monial
- Poisson
- Saint-Léger-lès-Paray
- Saint-Yan
- Versaugues
- Vitry-en-Charollais
- Volesvres

Dal 2015 i comuni appartenenti al cantone sono i seguenti 22:
- Anzy-le-Duc
- Artaix
- Baugy
- Bourg-le-Comte
- Céron
- Chambilly
- Chenay-le-Châtel
- Hautefond
- L'Hôpital-le-Mercier
- Marcigny
- Melay
- Montceaux-l'Étoile
- Nochize
- Paray-le-Monial
- Poisson
- Saint-Léger-lès-Paray
- Saint-Martin-du-Lac
- Saint-Yan
- Versaugues
- Vindecy
- Vitry-en-Charollais
- Volesvres